# Бомбардування школи мистецтв у Маріуполі
20 березня 2022 року Збройні сили РФ розбомбили школу мистецтв № 12 у Маріуполі, де сотні людей ховалися під час російського вторгнення в Україну.

## Передумови
1 березня 2022 року російські збройні сили разом з військами ДНР, взяли в облогу портове місто Маріуполь, що призвело до великих втрат, оскільки місцеві жителі були відключені від постачання їжі, газу та електроенергії. Заступник мера Маріуполя Сергій Орлов підрахував, що в результаті обстрілів зруйновано від 80 до 90 % міста. Станом на 20 березня 2022 року, за підрахунками місцевої влади, щонайменше 2300 людей були вбиті під час облоги до моменту бомбардування.

## Бомбардування
20 березня 2022 року українська влада оголосила, що російські війська розбомбили художню школу № 12, де перебувало близько 400 людей. Про це повідомила Маріупольська міська рада через Telegram, зазначивши, що серед тих, хто знайшов прихисток у школі, були жінки, діти та люди похилого віку. Проте, радник мера Маріуполя Петро Андрющенко висловив стурбованість тим, що немає точної кількості людей, які використовують школу як притулок.